# Prackowszczyzna (sielsowiet Żuprany)
Prackowszczyzna (biał. Працкаўшчына; ros. Працковщина) – dawny folwark. Tereny, na których był położony, leżą obecnie na Białorusi, w obwodzie grodzieńskim, w rejonie oszmiańskim, w sielsowiecie Żuprany.

## Historia
W czasach zaborów folwark i wieś w okręgu wiejskim Bierwieńciszki, w gminie Polany, w powiecie oszmiańskim, w guberni wileńskiej Imperium Rosyjskiego. W 1866 roku wieś liczyła 18 dusz rewizyjnych, własność Moczydłowskich. Do dóbr Prackowszczyzna należały Ciechany, Szarki I, Szarki II i Czarny Ług. W 1905 roku wymieniono trzy folwarki:
- folwark Moczydłowskiego liczył 31 mieszkańców, 233 dziesięciny[2].
- folwark Błockiego liczył 9 mieszkańców, 24 dziesięciny[2].
- folwark Matucewicza liczył 10 mieszkańców, 20 dziesięcin[2].

W latach 1921–1945 majątek leżał w Polsce, w województwie wileńskim, w powiecie oszmiańskim, w gminie Polany.
W 1931 wieś w 5 domach zamieszkiwały 42 osoby.
Wierni należeli do parafii rzymskokatolickiej w Oszmianie. Miejscowość podlegała pod Sąd Grodzki w Oszmianie i Okręgowy w Wilnie; właściwy urząd pocztowy mieścił się w Oszmianie.